# Rheinfähre Altrip–Mannheim

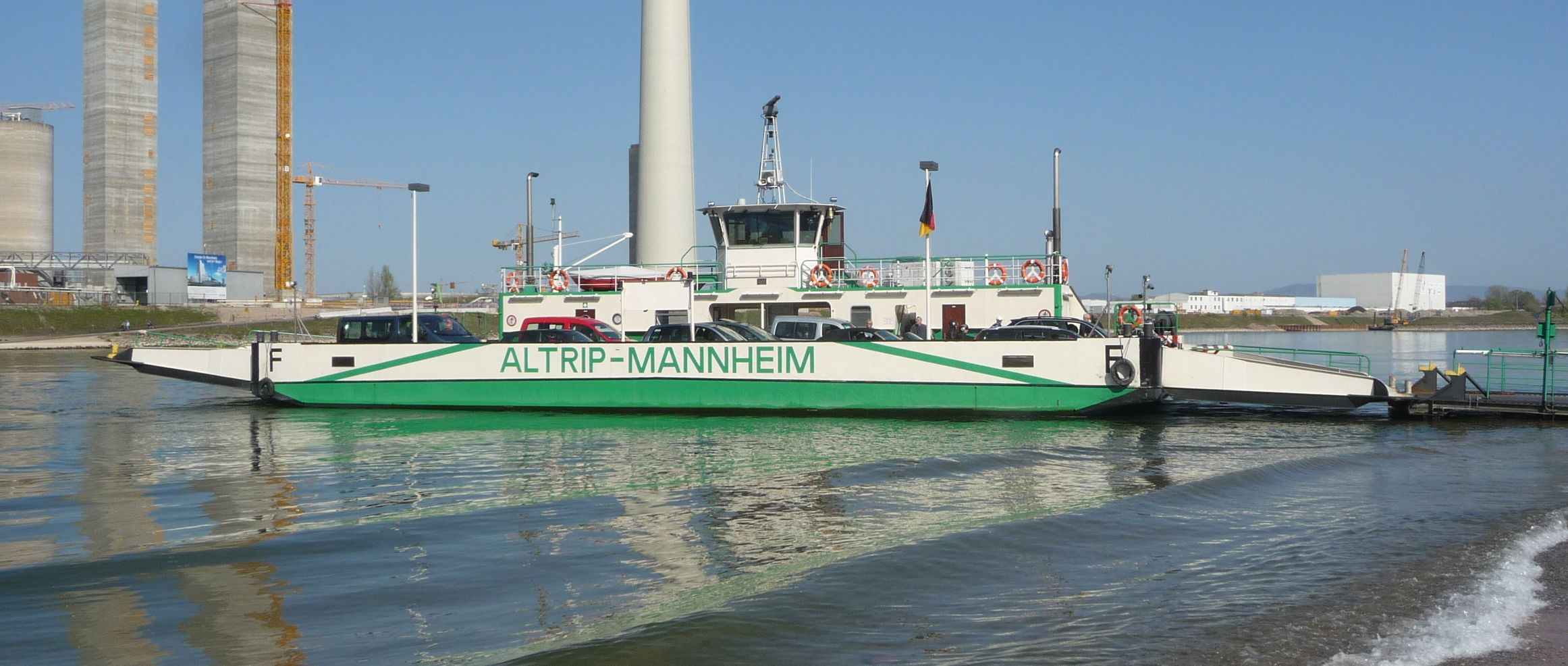
Fährschiff Altrip–Mannheim

Die Rheinfähre Altrip–Mannheim ist eine Fähre, die den Rhein bei etwa Stromkilometer 415,5 quert. Sie verbindet den rechtsrheinischen, industriell geprägten Mannheimer Stadtteil Neckarau mit der linksrheinischen Gemeinde Altrip und dem Naherholungsgebiet Blaue Adria.
Gesellschafter der Betreibergesellschaft Rheinfähre Altrip GmbH sind die Stadt Mannheim (50 Prozent), der Rhein-Pfalz-Kreis (30 Prozent) und die Gemeinde Altrip (20 Prozent).
Jährlich werden etwa 685.000 Autos und 150.000 Fahrräder transportiert.

## Geschichtliche Entwicklung

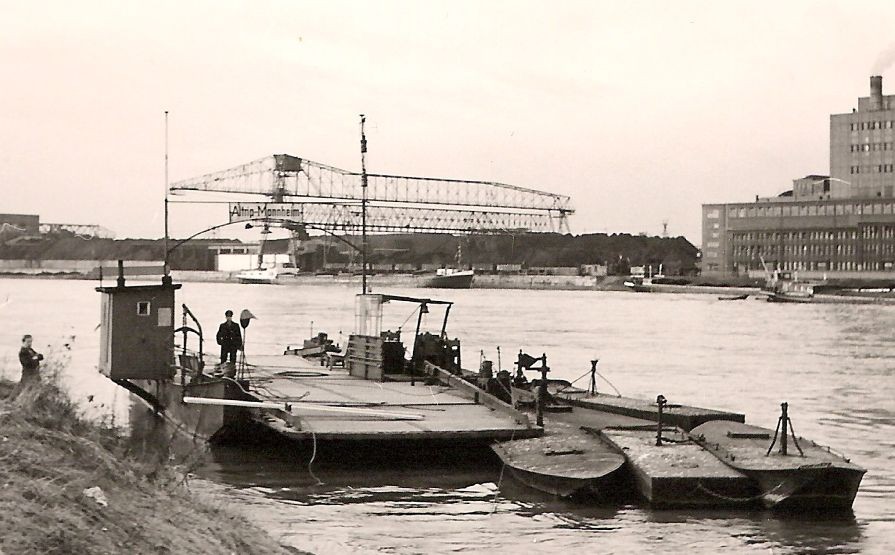
Aufnahme der gerade stillgelegten Gierseilfähre, während bereits eine neue Motorfähre verkehrte

Die Fähre von Altrip wird erstmals im Jahre 1262 genannt, als Pfalzgraf Ludwig II. dem Kloster Himmerod, zu dem Altrip damals gehörte, das passagium (Überfahrtsrecht) überließ. Somit konnte die Rheinfähre Altrip im Jahre 2012 ihr 750-jähriges Jubiläum begehen. Im Jahre 1891 wurde die erste Gierfähre angeschafft, die mittels eines Längsseils den Fluss überquerte. Im Jahre 1896 wurde dann der Versuch unternommen, den Fährbetrieb mit einem Querseil durchzuführen. Aber schon 1898 wurde wieder auf das Längsseil umgestellt. Mit Hilfe der Strömung konnte das Schiff den Rhein queren. Aufgrund des immer stärker ansteigenden Schiffsverkehrs verhinderte diese Fährmethode jedoch einen zuverlässigen Fahrplan und wurde 1958 durch eine Fähre mit eigenem Motor ersetzt.

## Technik
Das derzeit eingesetzte Fährschiff wurde 1991 auf der Neuen Germersheimer Schiffswerft in Germersheim gebaut und versieht seither tagsüber ganzjährig seinen Dienst. Es hat eine Tragkraft von 45 Tonnen und ist für maximal 400 Fahrgäste zugelassen. Es werden Fahrzeuge bis zu einem Einzelgewicht von 16 Tonnen transportiert, daneben auch Zweiräder und Fußgänger. Montags bis freitags wird von ihr außerdem die Regionalbuslinie 98 befördert, die Altrip und den Verkehrsknotenpunkt Friedrichstraße in Mannheim-Neckarau zum VRN-Tarif verbindet. Auf der Buslinie werden Großraumtaxis eingesetzt.
2009 prüfte der Verwaltungsrat der Betreibergesellschaft die Anschaffung einer größeren Fähre. Es wurde jedoch entschieden, die Fähre zu verlängern, um mehr Fahrzeuge aufzunehmen. Im Jahr 2012 wurde die Kapazität der Fähre vergrößert, indem sie um sieben Meter verlängert wurde. Sie bietet nun maximal 21 Pkw pro Überfahrt Platz.
Das Fährschiff gelangt zunehmend an das Ende der Betriebszeit. Ab 2025 soll eine neue Fähre für 34 Pkw pro Überfahrt zum Einsatz kommen.

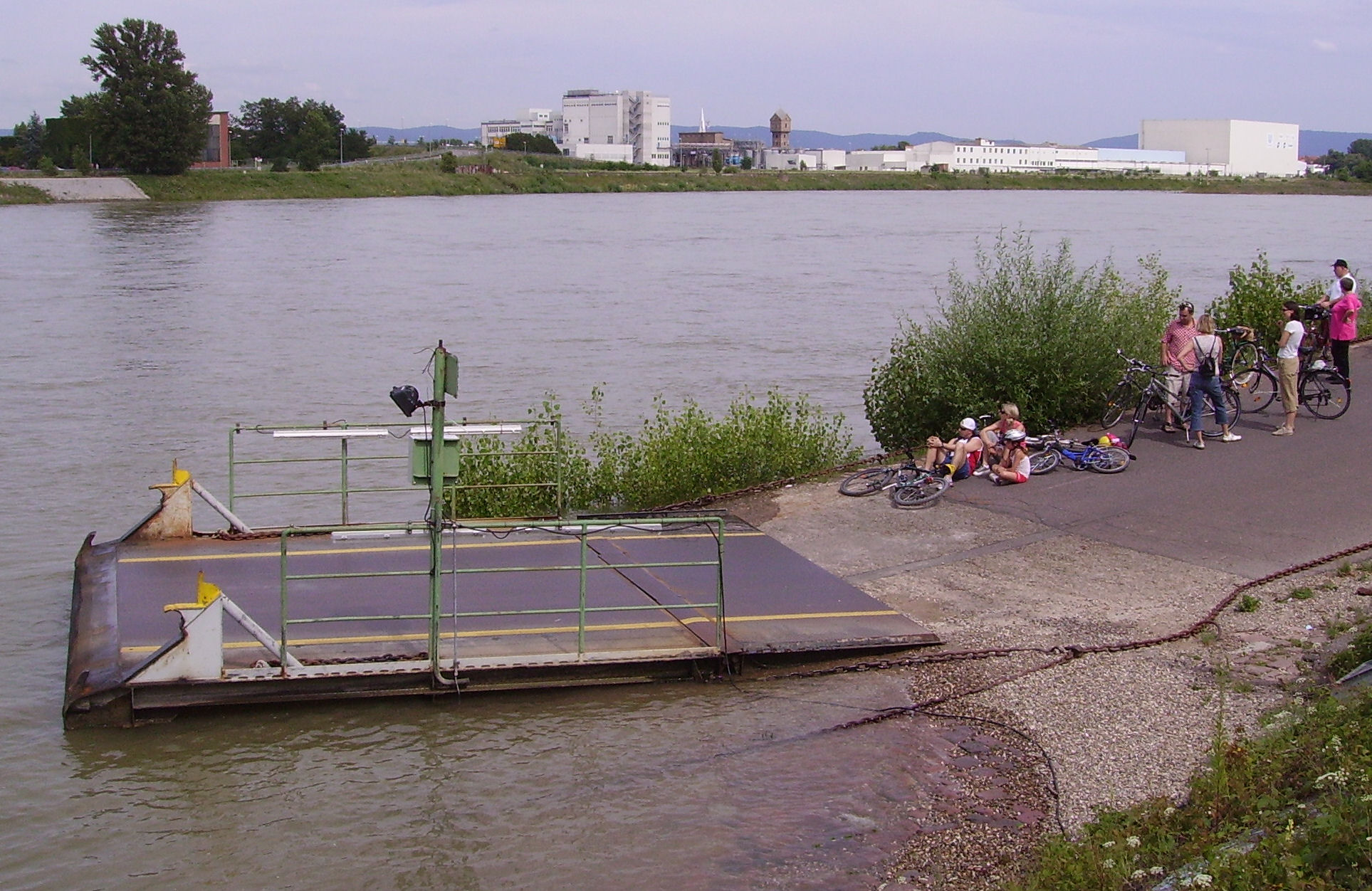
Radfahrer warten am Altriper Ufer auf die Überfahrt

## Verkehrsanbindung
Der aufgelassene Haltepunkt Altrip an der Bahnstrecke Mannheim–Rastatt von Mannheim Hbf nach Karlsruhe Hbf lag rechtsrheinisch auf Mannheimer Gemarkung nur wenige Hundert Meter von der Fähranlegestelle entfernt. Auf Mannheimer Seite führt in Verlängerung der B 38a eine Straße direkt zur Fähre. Umgekehrt gelangt man von der Fähre aus direkt zur B 38a, zur B 36 sowie in den Rheinauhafen.
In Altrip verläuft die Zufahrt durch die Ortsdurchfahrt des Dorfes und etwa 1 km am Ufer entlang.
Der diskutierte Ersatz der Fähre durch eine Schnellstraße, die über eine Brücke oder einen Tunnel die Bundesstraße 9 in Rheinland-Pfalz und den Rhein-Neckar-Schnellweg (B 38a) zu einem Autobahnring verbinden könnte, wurde aus finanziellen und ökologischen Überlegungen verworfen und 1998 aus dem Bundesverkehrswegeplan gestrichen. Die 1967 planfestgestellte Trasse der B 38a wurde im Jahre 2004 durch das rheinland-pfälzische Verkehrsministerium zurückgezogen. Mittlerweile ist sie nicht mehr in Planung – so zum Bundesverkehrswegeplan 2015 nochmals bestätigt.

## Betrieb
Während des Berufsverkehrs kommt es – wie auch auf Straßen – regelmäßig zu Engpässen: Morgens stauen sich Pkw am Altriper Ufer und abends am Ufer von Mannheim-Neckarau. 

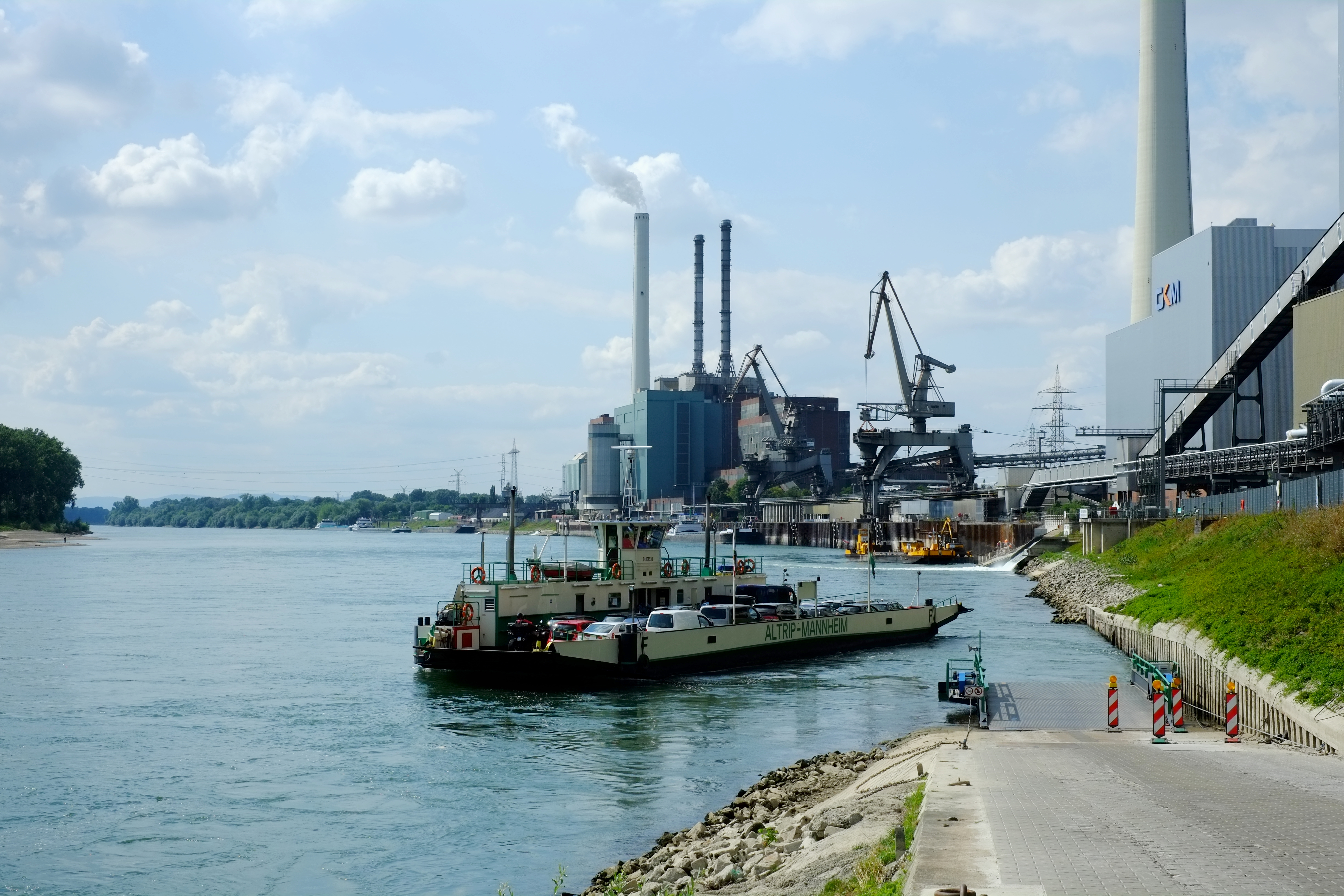
Fähre vor dem Neckarauer Ufer
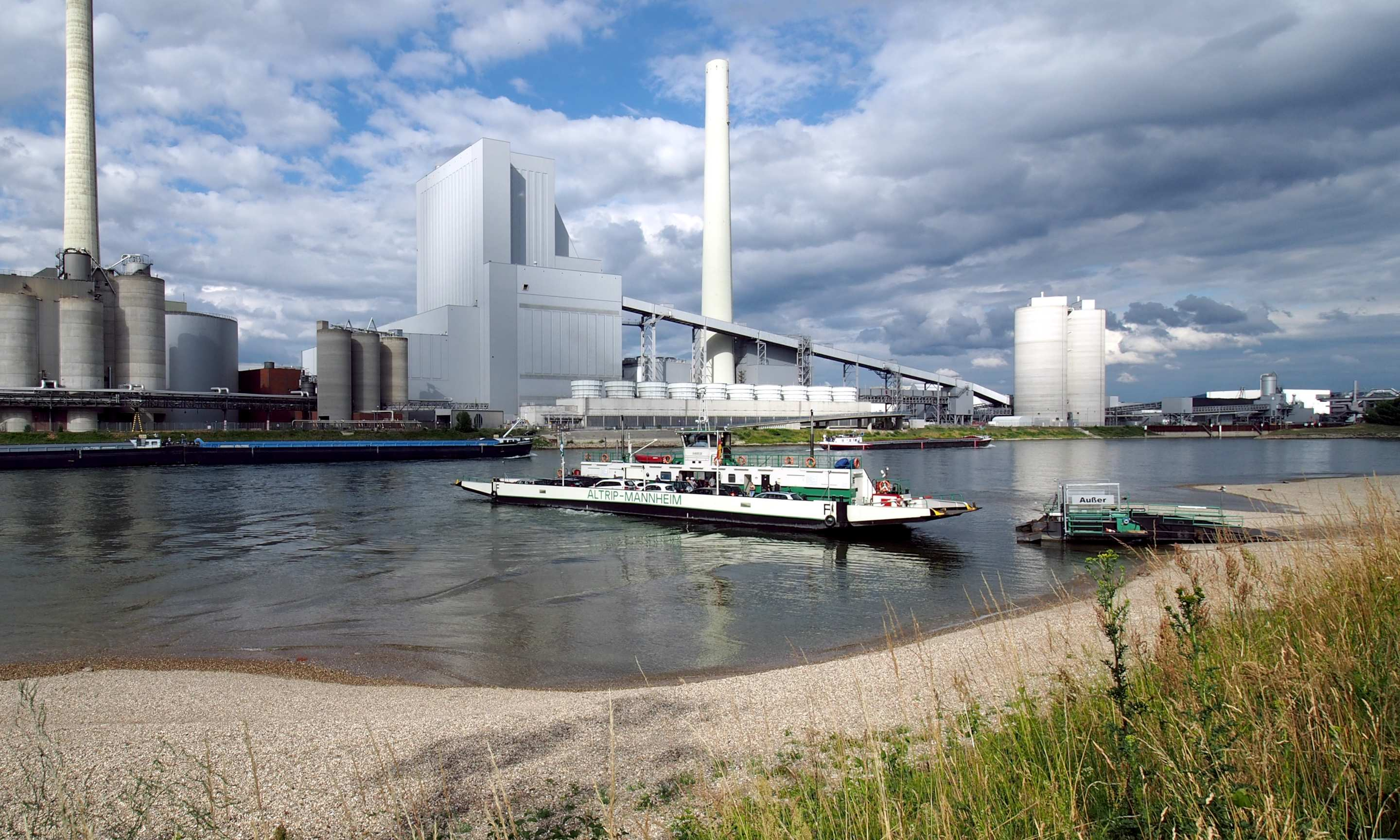
Vor dem Altriper Ufer, bei regem Schiffsverkehr
- eine Überfahrt

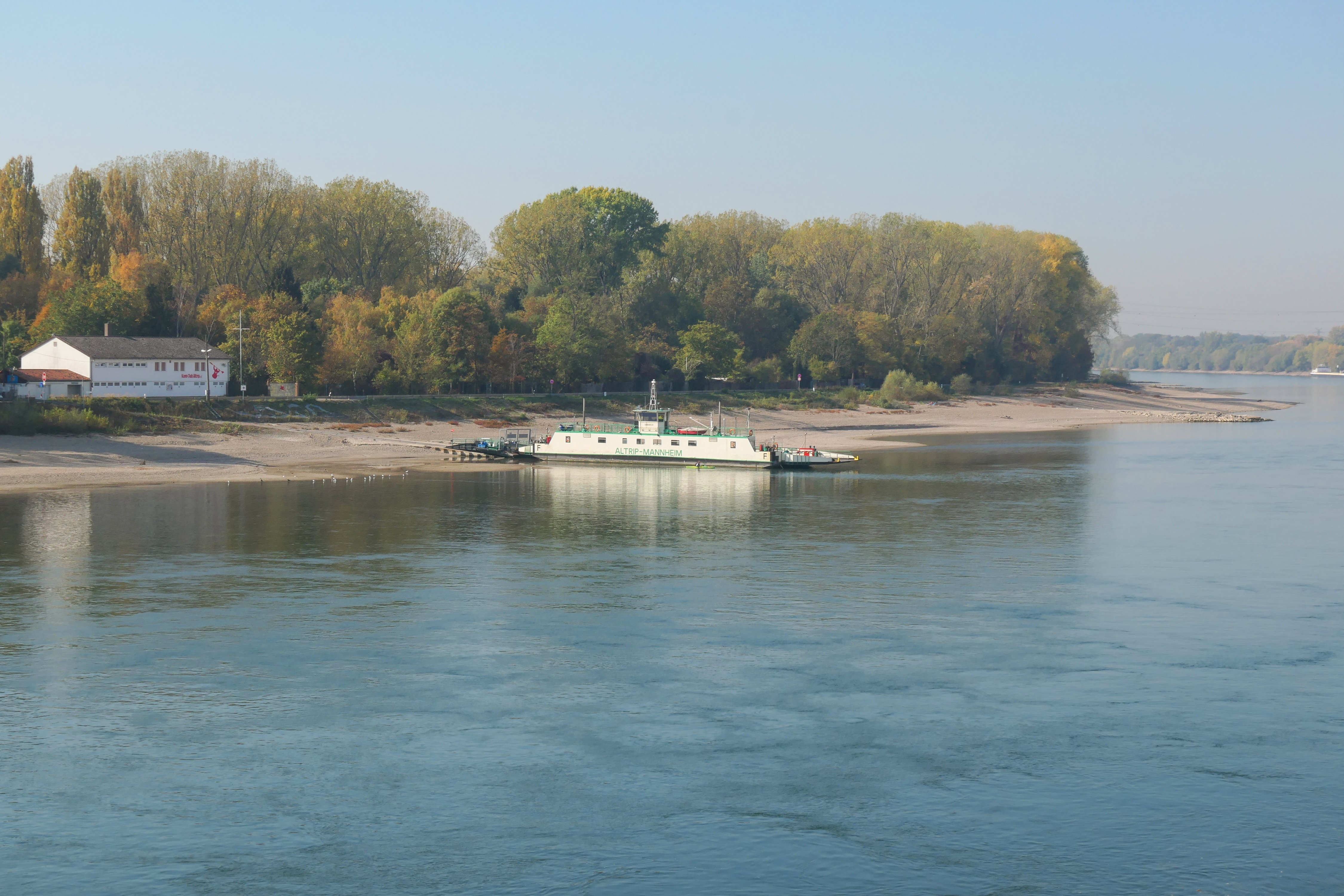
Rheinfähre Altrip–Mannheim, stillgelegt wegen Niedrigwassers bei Rheinpegel Mannheim ca. 106 cm

Gelegentlich stellt auch der Wasserstand des Rheins eine gewisse Unwägbarkeit dar. Beispielsweise musste der Fährverkehr ab Mitte Oktober 2018 für fast eineinhalb Monate wegen Niedrigwassers eingestellt werden, bei dem zeitweise der historisch niedrigste Stand von 92 cm (28. September 2003) am Pegel Mannheim unterschritten wurde.
Ende August 2019 wurde in Ludwigshafen die Hochstraße Süd (Bundesstraße 37 und im weiteren Verlauf Bundesautobahn 650) wegen baulicher Mängel gesperrt. Mittlerweile (Stand: Ende Februar 2020) laufen die Vorbereitungen zum Abriss. Die daraus resultierende Beeinträchtigung des Straßenverkehrs zwischen Mannheim und Ludwigshafen hat den Verkehrsstrom zur Rheinfähre Altrip-Mannheim auf bis zu 2200 Fahrzeuge am Tag, die im Zehn–Minuten–Takt transportiert werden, deutlich erhöht. Diese Auslastung wird sich mittelfristig nicht verringern: Nach dem notwendigen Neubau der Hochstraße Süd steht in Ludwigshafen für die Hochstraße Nord ein Teilabriss mit Umbau zur Stadtstraße an.